# تشاو تاو
تشاو تاو هو سباح صيني، ولد في 5 مايو 1987.

## وصلات خارجية
- تشاو تاو على موقع أوليمبيديا (الإنجليزية)
- تشاو تاو على موقع اللجنة الأولمبية الصينية (الإنجليزية)